# Toussaint-François Rallier du Baty
Pour les articles homonymes, voir Rallier du Baty.
Toussaint-François Rallier du Baty (1er août 1665 - 25 mars 1734) est un homme politique français. Il est maire de Rennes de juillet 1695 jusqu'au 25 mars 1734, date de sa mort. Ces 39 ans constituent le mandat le plus long des maires de la ville.
Son mandat de maire est marqué par l'incendie de Rennes de 1720 et la reconstruction de la ville qui en résulte.

## Biographie
Toussaint-François Rallier du Baty nait le 1er août 1665 à Rennes, de sa mère, Marguerite Le Breton, et son père, Toussaint Rallier du Baty, avocat et conseiller du roi. En 1690, il se marie avec Marie Le Moyne avec qui il aura 3 filles (Perrine, Françoise et Suzanne) et 1 fils (Toussaint-Pierre),.
En 1695, à l'âge de 30 ans, il rachète la charge d'office de maire-syndic de Rennes. Ce titre de vénalité des offices, créé en août 1692 par Louis XIV, n'a été occupé auparavant que par Pierre Gardin de La Gerberie, qui revend à Rallier du Baty cette charge pour 25 000 livres,. En 1717, un édit royal transforme l'office en celui de syndic, élu par les membres du corps de ville. Rallier du Baty est élu à l'occasion, et sera réélu plusieurs fois jusqu'à sa mort en 1734,.

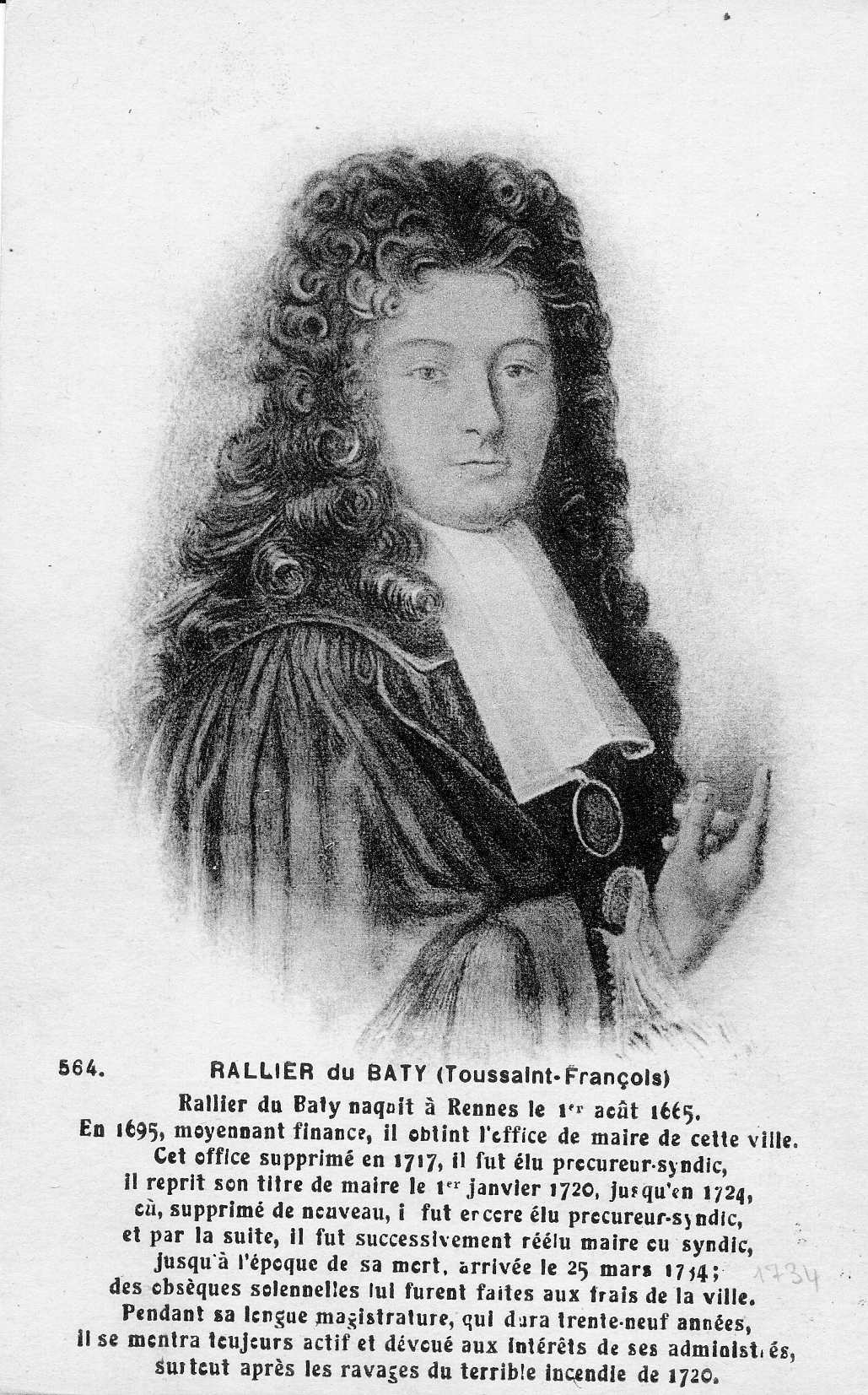
Portrait et courte description de Toussaint-François Rallier du Baty

Son mandat de maire sera marqué par l'incendie de Rennes de 1720 : Rallier du Baty participe dans un premier temps à aider la population, dont une grande partie se retrouve sans habitations au terme de six jours d'incendie, qui ravage 40 % de la superficie de la ville, dans sa zone la plus dense, avec 800 maisons détruites dans plus de 30 rues différentes,. Il est ensuite impliqué la reconstruction de la ville, en tenant tête notamment aux plans du conseil du Roi, Isaac Robelin, dont le projet de reconstruction de la ville au-delà des limites de l'incendie était jugé trop cher par le maire,. Jacques Gabriel est désigné par le Roi pour prendre la suite de Robelin, et qui collaborera avec Rallier du Baty pour dresser les contours du nouveau centre de Rennes. Les travaux de reconstruction de la ville prendront plusieurs années et iront au-delà du mandait de Rallier du Baty. 
Réélu à chaque élection, Rallier du Baty reçoit en janvier 1727 une médaille d’or pour services rendus de la part de Louis XV. En mai 1727, après le décès de sa femme et sous le poids des responsabilités, il souhaiter se retirer des fonctions de maire. Il remet sa démission le 1er janvier 1729 au corps de Ville : 

« Messieurs, un exercice de plus de trente-quatre années dans le maniement de vos affaires n'a servi qu'à me faire sentir de plus en plus le poids de mes obligations ; [...] il est temps de vous remettre une place dont vous m'avez honoré dans cette compagnie. »

Les électeurs du corps de Ville le supplient de continuer d’exercer, ce qu'il acceptera jusqu'à sa mort, le 25 mars 1734. Ses obsèques seront célébrés le 27 mars par l'ensemble de la ville,,. 
Rallier du Baty est resté maire pendant 39 ans, ce qui constitue le plus long mandat à ce poste de la ville de Rennes.

### Descendance
Son descendant, Raymond Rallier du Baty (1881-1978) participera à la première expédition antarctique du commandant Jean-Baptiste Charcot.

## Hommage
Une rue dans le centre de Rennes, en haut de la place des Lices, est nommée en sa mémoire.

## Source
- coll., Le patrimoine des communes d’Ille-et-Vilaine, Paris, Flohic, coll. « Flohic Patrimoine », 2000, 1781 p. (ISBN 978-2-84234-072-8 et 2-84234-072-8), p. 1245
- Lucien Decombe, Notice biographique sur Rallier Du Baty, maire de Rennes de 1695 à 1734, 1875, 60 p. (lire en ligne).
- Émile Ducrest de Villeneuve et Dominique Maillet, Histoire de Rennes, 1845, 547 p. (lire en ligne)